# Cervidia lobipes
Cervidia lobipes är en insektsart som beskrevs av Carl Stål 1878. Cervidia lobipes ingår i släktet Cervidia och familjen gräshoppor. Inga underarter finns listade i Catalogue of Life.